# Dvor, Šmarje pri Jelšah
Dvor je naselje v Občini Šmarje pri Jelšah.